# Air Kokshetau
Air Kokshetau (юридическое наименование — АО «Авиакомпания "Кокшетау"») (каз. "Көкшетау Әуекомпаниясы" АҚ) — бывшая 
казахстанская региональная авиакомпания, образованная в 1997 году со штаб-квартирой в городе Кокшетау, Казахстан. Обслуживала регулярные внутренние и чартерные международные рейсы. Место базирования авиакомпании и её главный транзитный узел (хаб) находился в аэропорту Кокшетау.
С 8 мая 2009 года входила в список авиакомпаний с запретом на полёты в страны Европейского союза.

## История

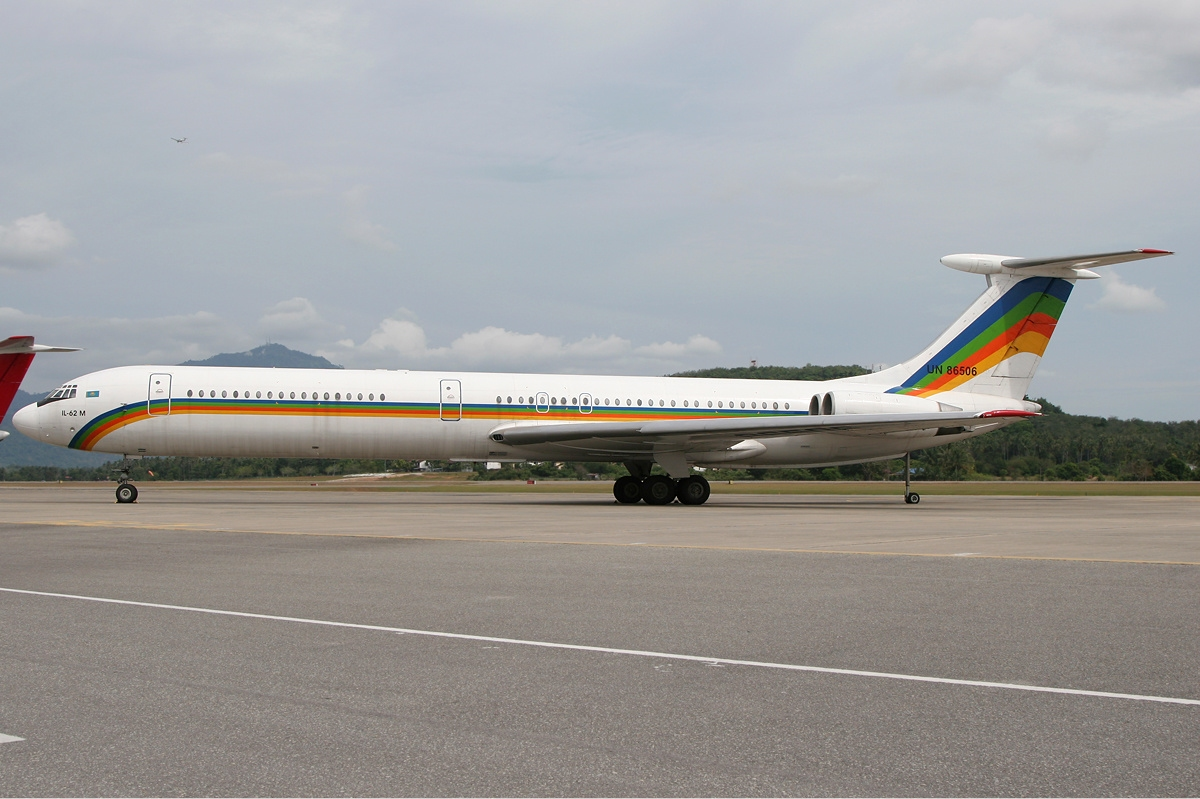
ИЛ-62М а/к «Кокшетау» в аэропорту Лангкави (Малайзия), 31 декабря 2007

Авиакомпания создана в 2002 году. В течение существования авиакомпании её штаб-квартира находилась в Кокшетау, Казахстан. Подавляющее большинство самолётов были советского производства.
В октябре 2004 года авиакомпания приобрела право собственности на Airbus A310-300 ранее эксплуатируемого а/к Air Kazakhstan.
В 2008 году государственный пакет акций авиакомпании перешла в коммунальную собственность Акмолинской области.
В 2008 году авиакомпания прекратила свою воздушную деятельность, все права на эксплуатацию воздушных линий были аннулированы.
В настоящее время занимается только обслуживанием международного аэропорта Кокшетау.

## Направления
Маршрутная сеть (по состоянию на момент прекращения воздушной деятельности в 2008).
| † | Хаб                    |
| # | Отменённые направления |

| Страна        | Город                 | Область | ИАТА | ИКАО                   | Аэропорт | Примечание | Ссылки |
| ------------- | --------------------- | ------- | ---- | ---------------------- | -------- | ---------- | ------ |
| Казахстан     |                       |         |      |                        |          |            |        |
| Алма-Ата      | Алма-Ата              | ALA     | UAAA | Аэропорт Алматы        |          |            |        |
| Кокшетау      | Акмолинская           | KOV     | UACK | Аэропорт Кокшетау †    | Хаб      |            |        |
| Астана        | Астана                | TSE     | UACC | Аэропорт Астана        |          |            |        |
| Уральск       | Западно-Казахстанская | URA     | UARR | Аэропорт Уральск       |          |            |        |
| Петропавловск | Северо-Казахстанская  | PKK     | UACP | Аэропорт Петропавловск |          |            |        |

## Флот
На момент прекращения воздушной деятельности в 2008 году флот Air Kokshetau составляли в основном суда советского производства:
Все самолёты авиакомпании состояли в одноклассной компоновке экономического класса.

### Выведены из эксплуатации
В октябре 2004 года авиакомпания приобрела право собственности на Airbus A310-300 ранее эксплуатируемый Air Kazakhstan.
Ранее использовавшиеся компанией типы самолётов:
| Самолёт       | Во флоте | Год ввода | Год вывода |
| ------------- | -------- | --------- | ---------- |
| Антонов Ан-2П | 1        | 1997      | 2010       |